# خنشار (جنس)
خنشار (الاسم العلمي: Dryopteris) ويعرف باسم سرخس ذكر وسرخس خشبي وسرخس ترسي، جنس نباتات جذمورية معمرة من فصيلة الخنشاريات. أنواعه نحو 250 تنتشر في شرق آسيا والأمريكتين وأوروبا، أفريقيا، وجزر المحيط الهادئ، وأعلى نسبة تنوع للأنواع تحدث في شرق آسيا.